# Tercera categoria del Campionat de Catalunya de futbol 1925-1926
Resultats de la lliga de Tercera categoria del Campionat de Catalunya de futbol 1925-1926.

## Sistema de competició
La tercera categoria es disputà segons criteris regionals segons cada Comitè Provincial:
Els campions de Barcelona, Tarragona, Girona, Lleida i Balears disputaren la fase final del Campionat de Catalunya de Tercera Categoria.

## Comitè provincial de Barcelona
Campionat de Barcelona:
- Grup de Ponent: Colònia Güell, Alumnes Obrers de Vilanova, FC Santboià, Santfeliuenc FC, FC Vilafranca i CD Sitgetá
- Grup del Centre: Joventut Terrassenca, Catalunya de Les Corts, Hospitalenc SC, UA d'Horta, Ateneu Igualadí i Atlètic del Turó
- Grup de Llevant: Ripollet, Llevant Catalunya de Badalona, Granollers SC, Vic FC, FC Canet i FC Poble Nou

Els campions dels tres grups foren Granollers SC, FC Vilafranca i Catalunya de Les Corts. Aquests s'enfrontaren pel campionat de Barcelona el mes de juliol.
| Granollers SC | 4 - 1 | FC Vilafranca |
| ------------- | ----- | ------------- |
|               |       |               |

 Camp de la UE Sants, Barcelona
| Granollers SC | 2 - 1 | Catalunya de Les Corts |
| ------------- | ----- | ---------------------- |
|               |       |                        |

 Camp del Gràcia FC, Barcelona
El Granollers SC es proclamà campió de Barcelona de la categoria.

## Campionat provincial de Tarragona
A Tarragona es proclamà campió el Gimnàstic de Tarragona.

## Campionat provincial de Lleida
El campionat de Lleida es proclamà campiona la Joventut Republicana de Lleida, superant el Tàrrega.

## Comitè Provincial de Girona

### Grup A
Al campionat de Girona (grup A) participaren els clubs Unió Sportiva La Bisbal, Portbou FC, FC Palafrugell, Olot FC, Ateneu Deportiu Guíxols, Unió Sportiva de Girona, US Pontons, L'Escala FC i Unió Sportiva de Figueres. El campió fou el FC Palafrugell.

### Grup B
| Classificació | Classificació    | Classificació | Classificació | Classificació | Classificació | Classificació | Classificació | Classificació |
| Posició       | Equip            | J             | G             | E             | P             | GF            | GC            | PTS           |
| ------------- | ---------------- | ------------- | ------------- | ------------- | ------------- | ------------- | ------------- | ------------- |
| 1             | UD Cassà         |               |               |               |               |               |               |               |
| 2             | Olímpic FC Breda |               |               |               |               |               |               |               |
| 3             | Guíxols Sport    |               |               |               |               |               |               |               |
| 4             | Ateneu SD Girona |               |               |               |               |               |               |               |
| 5             | Llagostera       |               |               |               |               |               |               |               |

| Classificació | Classificació         | Classificació | Classificació | Classificació | Classificació | Classificació | Classificació | Classificació |
| Posició       | Equip                 | J             | G             | E             | P             | GF            | GC            | PTS           |
| ------------- | --------------------- | ------------- | ------------- | ------------- | ------------- | ------------- | ------------- | ------------- |
| 1             | Emporium Figueres     |               |               |               |               |               |               |               |
| 2             | FC Armentera          |               |               |               |               |               |               |               |
| 3             | CES Figueres          |               |               |               |               |               |               |               |
| 4             | FC Sant Pere Pescador |               |               |               |               |               |               |               |
| 5             | Vilafant FC           |               |               |               |               |               |               |               |

| 1 - jornada - 6        | 1 - jornada - 6        | 1 - jornada - 6      | 1 - jornada - 6      |
| ---------------------- | ---------------------- | -------------------- | -------------------- |
| 29 de novembre de 1925 | 29 de novembre de 1925 | 24 de gener de 1926  | 24 de gener de 1926  |
| 2-0                    | Guíxols Sport          | Ateneu SD Girona     |                      |
| 6-0                    | Olímpic FC Breda       | Llagostera           |                      |
|                        | UD Cassà               |                      |                      |
| 2 - jornada - 7        |                        |                      |                      |
| 13 de desembre de 1925 | 13 de desembre de 1925 | 31 de gener de 1926  | 31 de gener de 1926  |
| V/L                    | Ateneu SD Girona       | Olímpic FC Breda     | 2-5                  |
| 1-1                    | Llagostera             | UD Cassà             |                      |
|                        | Guíxols Sport          |                      |                      |
| 3 - jornada - 8        |                        |                      |                      |
| 20 de desembre de 1925 | 20 de desembre de 1925 | 7 de febrer de 1926  | 7 de febrer de 1926  |
| 4-3                    | Ateneu SD Girona       | Llagostera           |                      |
| 1-2                    | Guíxols Sport          | UD Cassà             |                      |
|                        | Olímpic FC Breda       |                      |                      |
| 4 - jornada - 9        |                        |                      |                      |
| 10 de gener de 1925    | 10 de gener de 1925    | 21 de febrer de 1926 | 21 de febrer de 1926 |
|                        | UD Cassà               | Olímpic FC Breda     |                      |
|                        | Llagostera             | Guíxols Sport        |                      |
|                        | Ateneu SD Girona       |                      |                      |
| 5 - jornada - 10       |                        |                      |                      |
| 17 de gener de 1925    | 17 de gener de 1925    | 28 de febrer de 1926 | 28 de febrer de 1926 |
| V/L                    | Olímpic FC Breda       | Guíxols Sport        |                      |
| 2-0                    | UD Cassà               | Ateneu SD Girona     |                      |
|                        | Llagostera             |                      |                      |

| 1 - jornada - 6        | 1 - jornada - 6        | 1 - jornada - 6       | 1 - jornada - 6      |
| ---------------------- | ---------------------- | --------------------- | -------------------- |
| 29 de novembre de 1925 | 29 de novembre de 1925 | 24 de gener de 1926   | 24 de gener de 1926  |
| 1-4                    | FC Armentera           | FC Sant Pere Pescador | 2-4                  |
| 1-1                    | CE Figueres            | Emporium Figueres     | 0-3                  |
|                        | Vilafant FC            |                       |                      |
| 2 - jornada - 7        |                        |                       |                      |
| 13 de desembre de 1925 | 13 de desembre de 1925 | 31 de gener de 1926   | 31 de gener de 1926  |
| 1-0                    | FC Sant Pere Pescador  | CE Figueres           |                      |
| 6-0                    | Emporium Figueres      | Vilafant FC           | 4-1                  |
|                        | FC Armentera           |                       |                      |
| 3 - jornada - 8        |                        |                       |                      |
| 20 de desembre de 1925 | 20 de desembre de 1925 | 7 de febrer de 1926   | 7 de febrer de 1926  |
| 0-1                    | FC Sant Pere Pescador  | Emporium Figueres     | 2-4                  |
| 4-3                    | FC Armentera           | Vilafant FC           | 1-0                  |
|                        | CE Figueres            |                       |                      |
| 4 - jornada - 9        |                        |                       |                      |
| 10 de gener de 1925    | 10 de gener de 1925    | 21 de febrer de 1926  | 21 de febrer de 1926 |
| 3-1                    | Vilafant FC            | CE Figueres           |                      |
| 10-0                   | Emporium Figueres      | FC Armentera          | 2-1                  |
|                        | FC Sant Pere Pescador  |                       |                      |
| 5 - jornada - 10       |                        |                       |                      |
| 17 de gener de 1925    | 17 de gener de 1925    | 28 de febrer de 1926  | 28 de febrer de 1926 |
| 1-7                    | CE Figueres            | FC Armentera          |                      |
| 0-0                    | Vilafant FC            | FC Sant Pere Pescador |                      |
|                        | Emporium Figueres      |                       |                      |

| 20 de juny de 1926 | 20 de juny de 1926 | 20 de juny de 1926 | 20 de juny de 1926 |
| ------------------ | ------------------ | ------------------ | ------------------ |
| 1                  | UD Cassà           | Emporium Figueres  | 4                  |
| 27 de juny de 1926 |                    |                    |                    |
| 3                  | Emporium Figueres  | UD Cassà           | 1                  |

## Comitè Provincial de les Illes Balears
Per segona temporada la categoria incloïa la competició del Comitè Provincial Balear amb els grups de Mallorca, Menorca.
Degut a una escissió en el si de la competició durant la temporada i a la conversió del Comitè en Federació de Futbol de les Illes Balears, el campió de Balears (la US Mahón) no va participar en la fase final de grups.

## Fase Final pel Campionat de Catalunya
El Campionat de Catalunya de tercera categoria (dit de segona) el disputaren els tres millors equips de Barcelona, Tarragona, Lleida i Girona, dividit en tres grups de quatre per proximitat geogràfica:
- Grup A: Granollers SC, FC Palafrugell, Ateneu Deportiu Guíxols i Unió Sportiva de Girona
- Grup B: Catalunya de Les Corts, Joventut Republicana de Lleida, Tàrrega FC i FC Borges
- Grup C: FC Vilafranca, Gimnàstic de Tarragona, FC Vendrell i FC Tarragona

Els campions foren el Gimnàstic, que guanyà el Vilafranca 2 a 0 en el partit de desempat, la Joventut Republicana de Lleida i el Palafrugell.
Aquests clubs s'enfrontaren a la fase final pel campionat de Catalunya de la categoria:
| Gimnàstic de Tarragona | 6 - 1 | Joventut Republicana |
| ---------------------- | ----- | -------------------- |
|                        |       |                      |

 Camp del Gimnàstic, Tarragona
| Joventut Republicana | 1 - 4 | FC Palafrugell |
| -------------------- | ----- | -------------- |
|                      |       |                |

 Camp d'Esports, Lleida
| FC Palafrugell | 3 - 3 | Gimnàstic de Tarragona |
| -------------- | ----- | ---------------------- |
|                |       |                        |

 Camp del FC Palafrugell, Palafrugell
| Joventut Republicana | 1 - 2 | Gimnàstic de Tarragona |
| -------------------- | ----- | ---------------------- |
|                      |       |                        |

 Camp d'Esports, Lleida
| FC Palafrugell | 4 - 1 | Joventut Republicana |
| -------------- | ----- | -------------------- |
|                |       |                      |

 Camp del FC Palafrugell, Palafrugell
| Gimnàstic de Tarragona | 1 - 1 | FC Palafrugell |
| ---------------------- | ----- | -------------- |
|                        |       |                |

 Camp del Gimnàstic, Tarragona
El Club Gimnàstic es proclamà campió de Catalunya de tercera categoria en vèncer en el partit de desempat al Palafrugell.
| Gimnàstic de Tarragona | 6 - 1 | FC Palafrugell |
| ---------------------- | ----- | -------------- |
|                        |       |                |

 Estadi de Sarrià, Barcelona